# Bruchmühlen (Bruchhausen-Vilsen)
Bruchmühlen ist ein Ortsteil des Fleckens Bruchhausen-Vilsen im Landkreis Diepholz in Niedersachsen.
Der Ort liegt südlich des Kernortes von Bruchhausen-Vilsen und südöstlich von Homfeld an der Kreisstraße K 140.

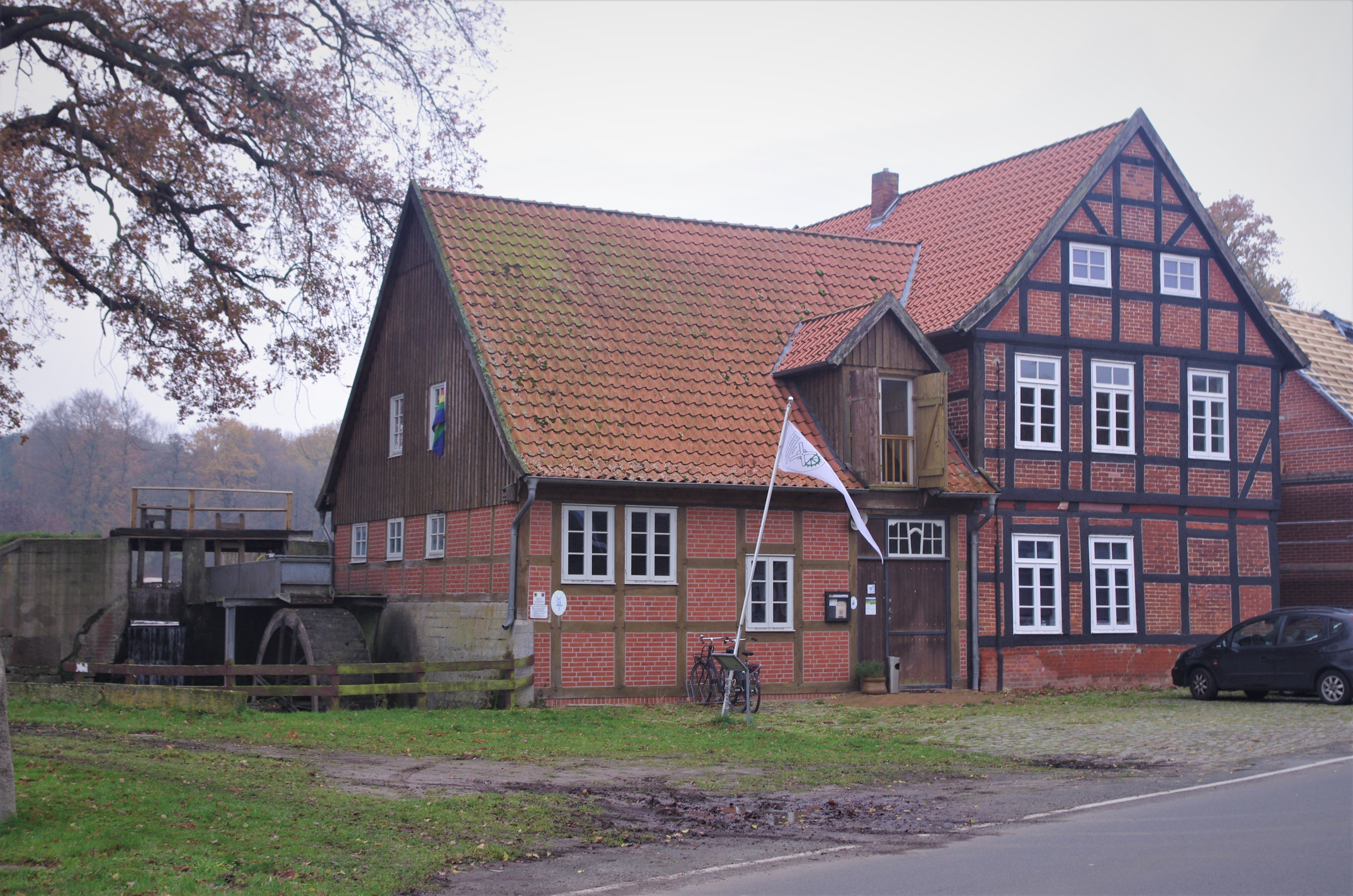
Wassermühle in Bruchmühlen

## Baudenkmale
In der Liste der Baudenkmale in Bruchhausen-Vilsen ist für Bruchmühlen die Wassermühle Bruchmühlen als einziges Baudenkmal aufgeführt.